# Sverige vid världsmästerskapen i simsport 2024
Sverige tävlade vid världsmästerskapen i simsport 2024 i Doha i Qatar mellan den 2 och 18 februari 2024. Sverige hade en trupp på 18 idrottare, varav nio kvinnor och nio män.

## Medaljörer
| Medalj | Namn                                                                        | Sport   | Gren                          | Datum       |
| ------ | --------------------------------------------------------------------------- | ------- | ----------------------------- | ----------- |
| Guld   | Sarah Sjöström                                                              | Simning | Damernas 50 meter fjärilsim   | 17 februari |
| Guld   | Sarah Sjöström                                                              | Simning | Damernas 50 meter frisim      | 18 februari |
| Silver | Louise Hansson Sophie Hansson Sarah Sjöström Michelle Coleman Hanna Rosvall | Simning | Damernas 4 × 100 meter medley | 18 februari |
| Brons  | Louise Hansson                                                              | Simning | Damernas 100 meter fjärilsim  | 12 februari |

## Tävlande per sport
Följande är en lista över antalet tävlande per sport.
| Sport    | Herrar | Damer | Totalt |
| -------- | ------ | ----- | ------ |
| Konstsim | 1      | 1     | 2      |
| Simhopp  | 2      | 3     | 5      |
| Simning  | 6      | 5     | 11     |
| Totalt   | 9      | 9     | 18     |

## Konstsim
| Idrottare                    | Gren                           | Kval     | Kval      | Final            | Final            |
| Idrottare                    | Gren                           | Poäng    | Placering | Poäng            | Placering        |
| ---------------------------- | ------------------------------ | -------- | --------- | ---------------- | ---------------- |
| David Martinez               | Herrarnas tekniska soloprogram | 181,1451 | 9 Q       | 187,2700         | 10               |
| Sandra Freund                | Damernas fria soloprogram      | 178,8063 | 17        | Gick inte vidare | Gick inte vidare |
| Sandra Freund                | Damernas tekniska soloprogram  | 207,4601 | 17        | Gick inte vidare | Gick inte vidare |
| David Martinez Sandra Freund | Mixat tekniskt parprogram      | 199,0434 | 8 Q       | 199,9283         | 7                |

## Simhopp
Herrar
| Idrottare      | Gren      | Kval   | Kval      | Semifinal        | Semifinal        | Final            | Final            |
| Idrottare      | Gren      | Poäng  | Placering | Poäng            | Placering        | Poäng            | Placering        |
| -------------- | --------- | ------ | --------- | ---------------- | ---------------- | ---------------- | ---------------- |
| David Ekdahl   | 1 m svikt | 293,10 | 20        | —                | —                | Gick inte vidare | Gick inte vidare |
| David Ekdahl   | 3 m svikt | 263,90 | 58        | Gick inte vidare | Gick inte vidare | Gick inte vidare | Gick inte vidare |
| Elias Petersen | 1 m svikt | 265,30 | 28        | —                | —                | Gick inte vidare | Gick inte vidare |
| Elias Petersen | 3 m svikt | 322,65 | 41        | Gick inte vidare | Gick inte vidare | Gick inte vidare | Gick inte vidare |

Damer
| Idrottare                       | Gren              | Kval   | Kval      | Semifinal        | Semifinal        | Final            | Final            |
| Idrottare                       | Gren              | Poäng  | Placering | Poäng            | Placering        | Poäng            | Placering        |
| ------------------------------- | ----------------- | ------ | --------- | ---------------- | ---------------- | ---------------- | ---------------- |
| Emilia Nilsson Garip            | 1 m svikt         | 242,15 | 4 Q       | —                | —                | 247,45           | 10               |
| Elna Widerström                 | 1 m svikt         | 233,35 | 9 Q       | —                | —                | 235,50           | 12               |
| Elna Widerström                 | 3 m svikt         | 224,55 | 32        | Gick inte vidare | Gick inte vidare | Gick inte vidare | Gick inte vidare |
| Emma Gullstrand Elna Widerström | Parhopp 3 m svikt | —      | —         | —                | —                | 233,46           | 12               |

Mixat
| Idrottare                           | Gren              | Final  | Final     |
| Idrottare                           | Gren              | Poäng  | Placering |
| ----------------------------------- | ----------------- | ------ | --------- |
| Elias Petersen Emilia Nilsson Garip | Parhopp 3 m svikt | 267,39 | 6         |

## Simning
Herrar
| Idrottare                                                  | Gren           | Heat         | Heat      | Semifinal        | Semifinal        | Final            | Final            |
| Idrottare                                                  | Gren           | Tid          | Placering | Tid              | Placering        | Tid              | Placering        |
| ---------------------------------------------------------- | -------------- | ------------ | --------- | ---------------- | ---------------- | ---------------- | ---------------- |
| Björn Seeliger                                             | 50 m frisim    | 21,99        | 13 Q      | 21,67            | 4 Q              | 21,83            | 7                |
| Björn Seeliger                                             | 100 m frisim   | 48,84        | 14 Q      | 48,84            | 16               | Gick inte vidare | Gick inte vidare |
| Björn Seeliger                                             | 50 m ryggsim   | 25,10        | 12 Q      | 25,10            | 14               | Gick inte vidare | Gick inte vidare |
| Robin Hanson                                               | 200 m frisim   | 1.47,56      | 22        | Gick inte vidare | Gick inte vidare | Gick inte vidare | Gick inte vidare |
| Victor Johansson                                           | 400 m frisim   | 3.46,20 0NR0 | 8 Q       | —                | —                | 3.45.87 0NR0     | 6                |
| Victor Johansson                                           | 800 m frisim   | 7.47,04 0NR0 | 4 Q       | —                | —                | 7.47,08          | 6                |
| Victor Johansson                                           | 1 500 m frisim | 14.58,73     | 11        | —                | —                | Gick inte vidare | Gick inte vidare |
| Erik Persson                                               | 200 m bröstsim | 2.10,94      | 5 Q       | 2.10,04          | 7 Q              | 2.10,21          | 8                |
| Robin Hanson Björn Seeliger Isak Eliasson Marcus Holmquist | 4×100 m frisim | 3.15,37      | 9         | —                | —                | Gick inte vidare | Gick inte vidare |
|                                                            | 4×100 m medley | 0DNS0        | 0DNS0     | —                | —                | Gick inte vidare | Gick inte vidare |

Damer
| Idrottare                                                                   | Gren            | Heat    | Heat      | Semifinal        | Semifinal        | Final            | Final            |
| Idrottare                                                                   | Gren            | Tid     | Placering | Tid              | Placering        | Tid              | Placering        |
| --------------------------------------------------------------------------- | --------------- | ------- | --------- | ---------------- | ---------------- | ---------------- | ---------------- |
| Michelle Coleman                                                            | 50 m frisim     | 24,75   | 6 Q       | 24,65            | 6 Q              | 24,79            | 8                |
| Michelle Coleman                                                            | 100 m frisim    | 54,72   | 11 Q      | 54,25            | 9                | Gick inte vidare | Gick inte vidare |
| Sarah Sjöström                                                              | 50 m frisim     | 23,91   | 1 Q       | 23,90            | 1 Q              | 23,69            | 1                |
| Sarah Sjöström                                                              | 100 m frisim    | 0DNS0   | 0DNS0     | Gick inte vidare | Gick inte vidare | Gick inte vidare | Gick inte vidare |
| Sarah Sjöström                                                              | 50 m fjärilsim  | 24,88   | 1 Q       | 25,08            | 1 Q              | 24,63            | 1                |
| Louise Hansson                                                              | 50 m ryggsim    | 28,38   | 13 Q      | 28,13            | 7 Q              | 28,32            | 8                |
| Louise Hansson                                                              | 50 m fjärilsim  | 25,98   | 8 Q       | 26,01            | 10               | Gick inte vidare | Gick inte vidare |
| Louise Hansson                                                              | 100 m fjärilsim | 57,45   | 2 Q       | 57,28            | 4 Q              | 56,94            | 3                |
| Hanna Rosvall                                                               | 100 m ryggsim   | 1.01,20 | 11 Q      | 1.01,67          | 15               | Gick inte vidare | Gick inte vidare |
| Sophie Hansson                                                              | 50 m bröstsim   | 30,83   | 8 Q       | 30,71            | 9                | Gick inte vidare | Gick inte vidare |
| Sophie Hansson                                                              | 100 m bröstsim  | 1.07,19 | 9 Q       | 1.06,78          | 10               | Gick inte vidare | Gick inte vidare |
| Sophie Hansson                                                              | 200 m bröstsim  | 0DNS0   | 0DNS0     | Gick inte vidare | Gick inte vidare | Gick inte vidare | Gick inte vidare |
| Louise Hansson Sophie Hansson Sarah Sjöström Michelle Coleman Hanna Rosvall | 4×100 m medley  | 3.59,35 | 2 Q       | —                | —                | 3.56,35          | 2                |

Mixat
| Idrottare                                                             | Gren           | Heat    | Heat      | Final            | Final            |
| Idrottare                                                             | Gren           | Tid     | Placering | Tid              | Placering        |
| --------------------------------------------------------------------- | -------------- | ------- | --------- | ---------------- | ---------------- |
|                                                                       | 4×100 m frisim | 0DNS0   | 0DNS0     | Gick inte vidare | Gick inte vidare |
| Hanna Rosvall Erik Persson Louise Hansson Björn Seeliger Robin Hanson | 4×100 m medley | 3.47,50 | 7 Q       | 3.47,46          | 7                |